# Helge Tverberg
Helge Arnulf Tverberg (* 6. März 1935 in  Bergen; † 28. Dezember 2020 ebendort) war ein norwegischer Mathematiker, der sich mit Kombinatorik beschäftigte.

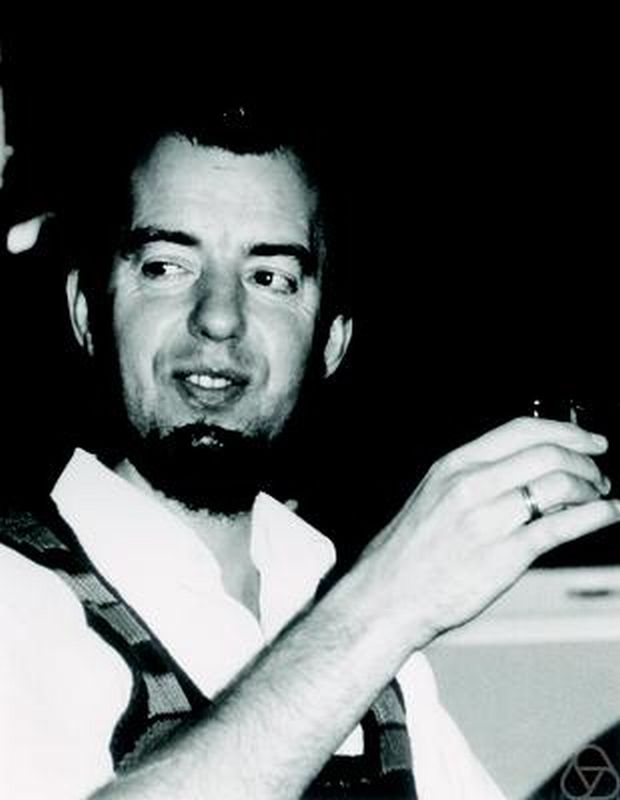
Helge Tverberg (1981)

Tverberg machte 1958 an der Universität Bergen sein Diplom und wurde dort 1968 promoviert. Er lehrte ab 1958 an der Universität Bergen und war dort ab 1971 Professor. 2005 wurde er emeritiert. Er war Gastwissenschaftler an der University of Reading (1996) und der University of Canberra (1980/81, 1987/88, 2004). 
1966 bewies er den nach im benannten Satz von Tverberg, demzufolge genügend große Punktmengen im n-dimensionalen euklidischen Raum so in r Untermengen zerlegt werden können, dass sich die konvexe Hüllen der Untermengen in einem Punkt schneiden. Der Satz wurde Ausgangspunkt für eine ganze Reihe weiterer Untersuchungen in der Konvexgeometrie und Topologischen Kombinatorik.
Tverberg war Mitglied der Norwegischen Akademie der Wissenschaften.